# The Passing of the Great Race

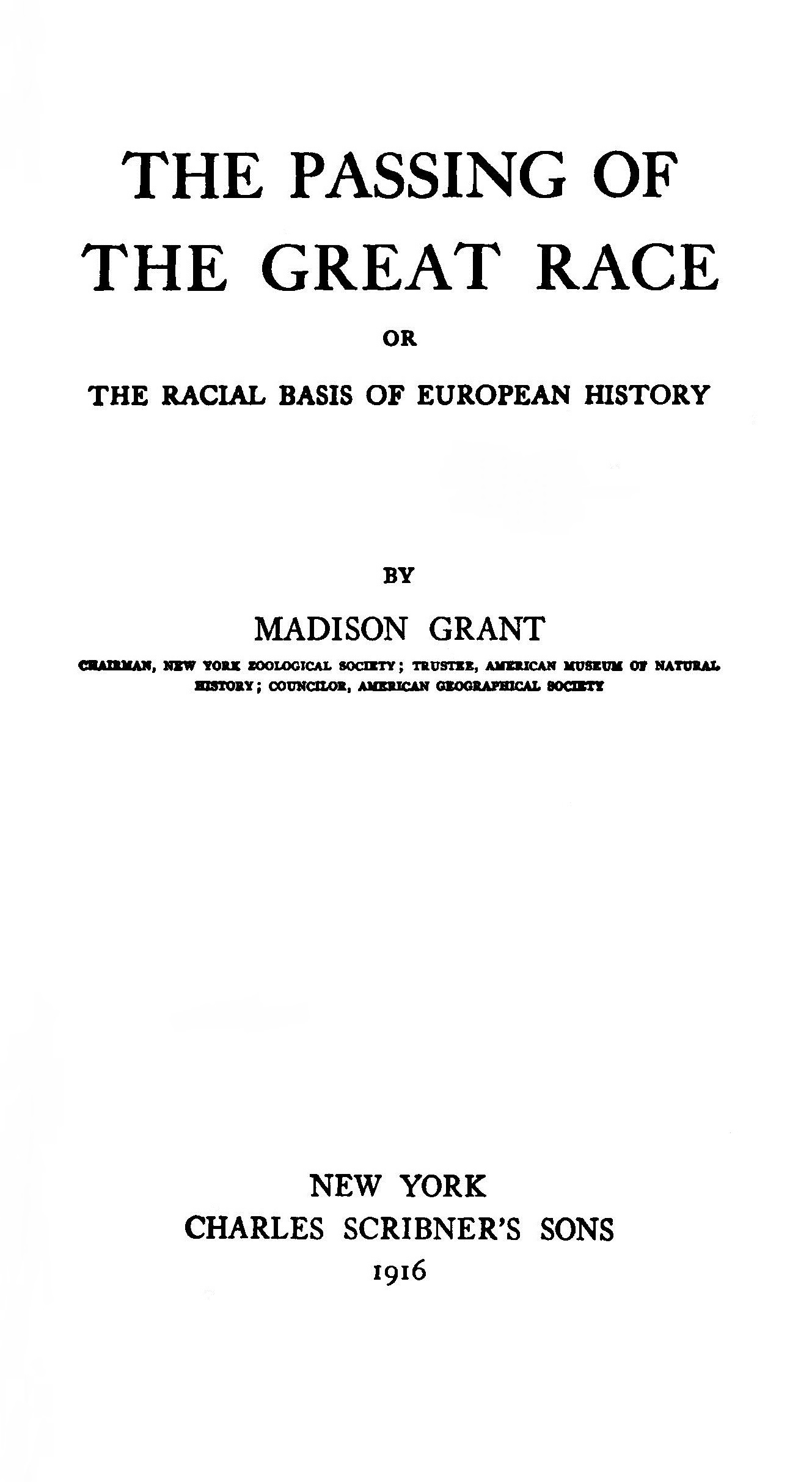
Vorderseit der ersten Ausgabe von 1916

The Passing of the Great Race: Or, The Racial Basis of European History ist ein 1916 erschienenes rassistisches und pseudowissenschaftliches Buch des US-amerikanischen Eugenikers Madison Grant (1865–1937). Er spricht sich in der Schrift für die Beschränkungen von nichtweißer Migration in die Vereinigten Staaten aus und fordert Eugenik als Instrument der Bevölkerungspolitik. Für die großen Kulturleistungen der Menschheit sei angeblich eine überlegene „nordische Rasse“ verantwortlich, welche durch Vermischung zwischen den Ethnien bedroht sei. Die Theorie und das Buch wurden von Adolf Hitler und anderen Nazis gelobt und beeinflussten diese.

## Inhalt
Der erste Abschnitt befasst sich mit den Grundlagen der Ethnie sowie Grants eigenen Positionen zu politischen Fragen der Zeit (Eugenik). Grant sieht Menschenrassen als biologisch determiniert an und schreibt diesen Rassen unterschiedliche Eigenschaften zu. Die Rassen würden sich im Kampf gegeneinander befinden. Dabei geht es auch um die wachsende Zahl von Einwanderern aus nicht-nordischen Ländern Europas. Grant behauptet, dass die Mitglieder der protestantischen amerikanischen Gesellschaft, die ihre Abstammung bis in die Kolonialzeit zurückverfolgen können, von eingewanderten und „minderwertigen“ Rassen überschwemmt würden. Für Grant waren die Vereinigten Staaten schon immer ein nordisches Land, das in der Kolonialzeit aus nordeuropäischen Einwanderern aus England, Schottland und den Niederlanden und in späteren Zeiten aus Irland und Deutschland bestand. Über die Einwanderung von u. a. Italienern und osteuropäischen Juden zeigt er sich besorgt, ebenso über die Great Migration der Afroamerikaner in den Norden der USA. Grant begründete dies damit, dass die neuen Einwanderer getrennte Gesellschaften bildeten, einschließlich ethnischer Lobbygruppen, Verbrechersyndikate und politischer Apparate, die die sozio-politische Struktur des Landes und damit auch die traditionelle Kultur des Landes unterwandern würden. Er versucht den schlechten Einfluss dieser Einwanderung anhand verschiedener sozialer und wirtschaftlicher Indikatoren zu untermauern. Er prognostiziert, dass die nordische Rasse aussterben und die Vereinigten Staaten, so wie man sie kennt, aufhören würden zu existieren und durch ein zersplittertes Land oder eine korrumpierte Karikatur ihrer selbst ersetzt werden würden. Als Gegenmaßnahme schlägt er die Ausmerzung der Minderwertigen durch Sterilisierung aller „unerwünschten Personen“ vor.

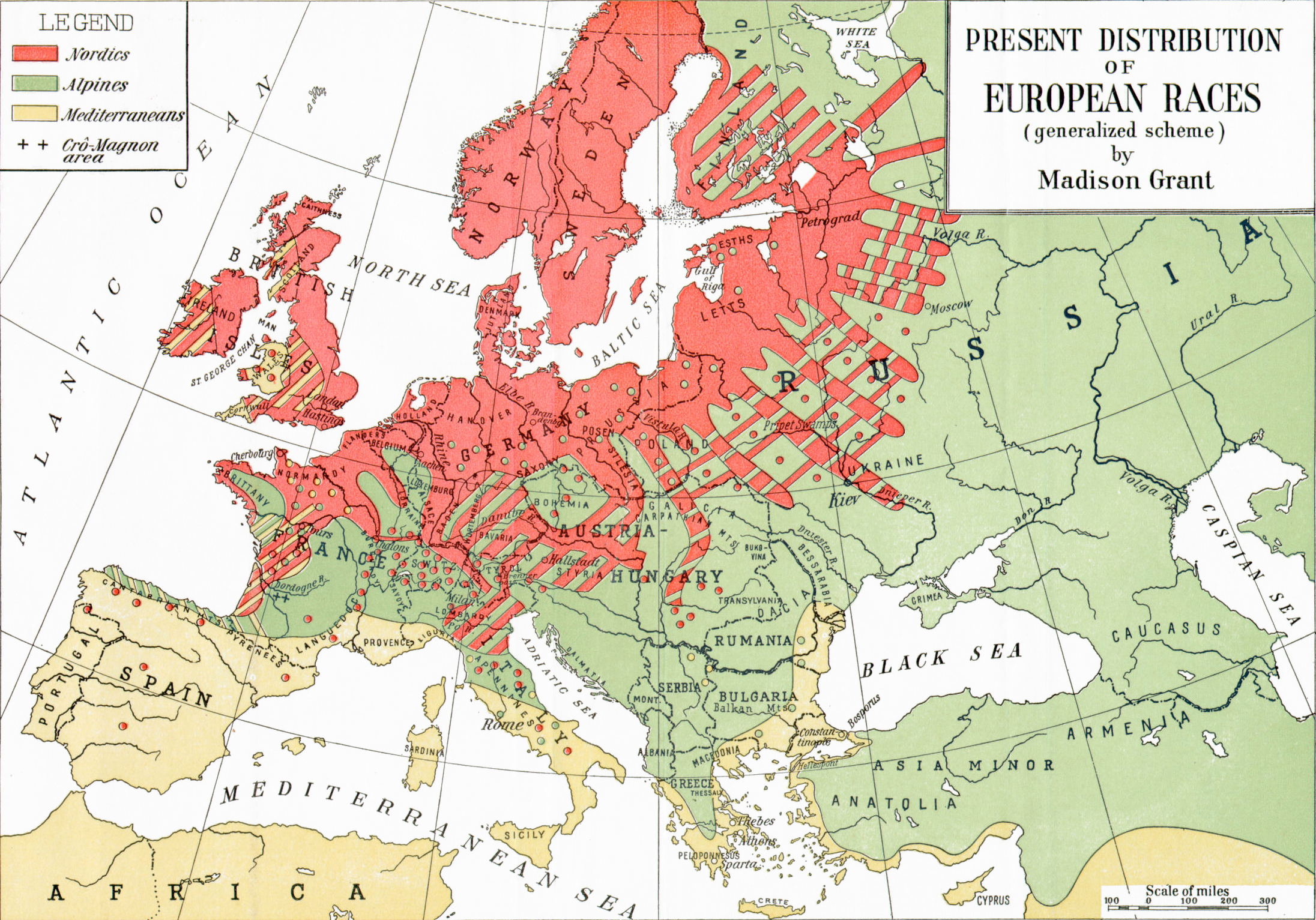
Abbildung: Present Distribution of the European Races zur „Rassenverteilung“ in Europa

Der zweite Teil des Buches gibt einen Überblick über die europäische Vorgeschichte, wie sie zur Zeit der Abfassung des Buches bekannt war, und postuliert dann die Existenz dreier europäischer Rassen, die Grant als nordisch, alpin und mediterran definiert, sowie deren physische und mentale Eigenschaften. Er spekuliert über erbliche Verbindungen zwischen den nordischen Völkern und den Trojanern:und zwischen den Preußen und den Spartanern. Grant argumentiert, dass die Alpinen am besten als Landwirte geeignet wären, während die Mittelmeervölker in der Kunst und anderen intellektuellen Tätigkeiten überlegen seien. Im Gegensatz dazu behauptet Grant, dass die nordischen Völker überlegene Soldaten, Seeleute und Entdecker, aber vor allem gute Anführer seien. Bei seiner Rassenklassifikation orientiert sich Grant dabei an den Arbeiten von Arthur de Gobineau und William Z. Ripley. Grant stufte die Alpinen als die niedrigste der drei europäischen Ethnien ein, während die Nordischen die Spitze der Zivilisation darstellen würden. Die mediterrane Rasse sieht er zwar als intellektuell überlegen an, jedoch sollen die großen Zivilisationen Roms und Griechenlands erst durch Vermischung mit der nordischen Rasse zustande gekommen seine. Seine wünschenswerten Eigenschaften eines Volkes – „Familienleben, Treue und Wahrheit“ – behauptete er als exklusive Produkte der „nordischen Rasse“. Wann immer solche Eigenschaften in einer nicht-nordischen Kultur gefunden wurden, behauptet Grant in einem Zirkelschluss, dass sie ein Beweis für einen nordischen Einfluss oder eine nordische Vermischung seien, anstatt ihren angeblichen exklusiven nordischen Ursprung in Frage zu stellen. Grant beschäftigt sich am Ende des Buches mit der Herkunft, Sprache und Kultur der Arier.

## Rezeption und Einfluss
Das Buch wurde 1916 erstmals herausgegeben, mit Neuauflagen 1918, 1920 und 1921. Bis Grants Tod im Jahre 1937 war es 16.000-mal verkauft worden. Zu den Anhängern gehörten auch die US-Präsidenten Calvin Coolidge und Theodore Roosevelt, ein persönlicher Freund von Grant. Das Buch erfreute sich einer gewissen öffentlichen Beliebtheit und wurde in wissenschaftlichen Kreisen diskutiert. Es half den "wissenschaftlichen Rassismus" und den Nordizismus als Ideologie einer überlegenen nordischen Rasse zu etablieren. Zusammen mit ähnlichen Werken beeinflusste das Buch auch die Verabschiedung des Immigration Act of 1924, Gesetze zur Sterilisierung armer und geisteskranker Personen in den USA und den Racial Integrity Act of 1924 in Virginia, zum Erhalt der „Rassenreinheit“. The Passing of the Great Race wurde Gegenstand einer Kontroverse in der Anthropologie, inwieweit soziologische oder biologische Faktoren ausschlaggebend für menschliches Verhalten seien. Der deutsch-amerikanische Ethnologe Franz Boas wurde einer der vehementesten Kritiker von Grants Thesen.
Der Verkauf des Buches war aus verschiedenen Gründen begrenzt, u. a. wegen der antideutschen Stimmung in den Vereinigten Staaten nach dem Ausbruch des Ersten Weltkriegs, wegen der antidemokratischen und antichristlichen Botschaften des Buches und seines Erbglaubens, der dem traditionellen amerikanischen Stolz auf Demokratie und harte Arbeit zuwiderlief, sowie wegen seiner Einstufung als „wissenschaftliches“ Werk, was allein schon bedeutete, dass es „nie wirklich eine Chance auf Massenbeliebtheit hatte“. In den 1930er Jahren nahm die Beliebtheit von Grant und seinem Buch in den USA weiter ab und seine Anhänger wurden weniger. In Europa jedoch wurde die nordische Theorie in den 1930er Jahren von den Nazis und anderen Faschisten übernommen. Grants Buch und das Genre im Allgemeinen wurden in Deutschland gelesen. Zu denjenigen, die sich das Buch und seine Botschaft zu eigen machten, gehörte Adolf Hitler, der sich in einem Brief an Grant persönlich dafür bedankte, dass er es geschrieben habe, und das Buch als „meine Bibel“ bezeichnete. Während der Nürnberger Prozesse wurde das Buch als Beleg vorgebracht, dass US-amerikanische Autoren selbst entscheidend am Aufbau der Eugenikbewegung beteiligt gewesen seien.
Dem Buch wird ein anhaltender Einfluss auf die moderne White-Supremacy-Bewegung in den Vereinigten Staaten, auch noch zu Beginn des 21. Jahrhunderts, zugeschrieben. Das Buch war auch der früheste Ansatz für die Verschwörungstheorie des „Großen Austauschs“ und des „weißen Genozids“, da The Passing of the Great Race auf den „Rassenselbstmord“ der Nordeuropäer Bezug nahm.